# Premier League Malti 1964-1965
Il campionato era formato da sette squadre e lo Sliema Wanderers vinse il titolo.

## Classifica finale
| Pos. | Squadra              | G  | V | N | P  | GF | GS | Punti |
| ---- | -------------------- | -- | - | - | -- | -- | -- | ----- |
| 1    | Sliema Wanderers     | 12 | 9 | 2 | 1  | 36 | 9  | 20    |
| 2    | Valletta F.C.        | 12 | 8 | 2 | 2  | 42 | 6  | 18    |
| 3    | Hibernians F.C.      | 12 | 7 | 2 | 3  | 31 | 13 | 16    |
| 4    | Floriana             | 12 | 5 | 3 | 4  | 27 | 18 | 13    |
| 5    | Ħamrun Spartans F.C. | 12 | 3 | 3 | 6  | 17 | 24 | 9     |
| 6    | Gzira United         | 12 | 3 | 0 | 9  | 12 | 30 | 6     |
| 7    | Rabat                | 12 | 1 | 0 | 11 | 3  | 68 | 2     |